# والتر دارسي كريسويل
والتر دارسي كريسويل (بالإنجليزية: Walter D'Arcy Cresswell)‏ هو صحفي وشاعر نيوزلندي، ولد في 22 يناير 1896، وتوفي في 21 فبراير 1960.